# محمد رضا حيدري
محمد رضا حيدري (محمدرضا حيدری وُلد في 12 أكتوبر 1966) هو القنصل الإيراني السابق في أوسلو، الذي استقال من منصبه في يناير 2010 احتجاجًا على حكومة بلاده. جاء استقالته بسبب القمع العنيف الذي مارسته الحكومة الإيرانية ضد المحتجين خلال احتجاجات الانتخابات الإيرانية 2009–2010. يُعتبر محمد رضا حيدري أول دبلوماسي إيراني يستقيل احتجاجًا على عنف النظام ضد الشعب.

## الحياة

### المسيرة المهنية والتعليم
حصل على درجة الماجستير في العلاقات الدولية (السياسة الدولية) من معهد الدراسات السياسية والدولية في طهران (IPIS)، وخدم في السلك الدبلوماسي الإيراني لمدة 20 عامًا. قضى مهمة دبلوماسية مدتها 5 سنوات في جورجيا, و3 سنوات في ألمانيا، ومن عام 2007 حتى يناير 2010 في النرويج.
شملت مناصبه السابقة: خبير أول في مكتب القنصلية الرئيسي بوزارة الخارجية؛ قنصل إيران في جورجيا؛ خبير أول في المنظمة الوطنية لتسجيل الأحوال المدنية؛ قنصل إيران في فرانكفورت، ألمانيا؛ خبير أول في مكاتب جوازات السفر والتأشيرات في مطار الإمام الخميني الدولي في طهران؛ قنصل إيران في أوسلو، النرويج.

### الاستقالة
استقال حيدري في 7 يناير 2010، معلنًا أن فعلته تأتي معارضةً للأوضاع الداخلية الأخيرة في إيران. حاول إقناع دبلوماسيين إيرانيين آخرين بالانضمام إليه في الاستقالة من مناصبهم، لكنه بقي وحيدًا كما ورد في التقارير. وأكد وزير الخارجية الإيراني منوشهر متكي استقالته لكنه قال إن الحكومة لم تقبلها.
في يناير بعد استقالته، صرح بأنه طلب اللجوء السياسي في النرويج، حيث كان يعيش مع عائلته. وفي 17 فبراير 2010، منحت سلطات الهجرة النرويجية حيدري وعائلته حق اللجوء. في مقابلاته مع الـبي بي سي، ذكر السيد حيدري أنه كان داعمًا لـمير حسين موسوي وحركة الخضر الإيرانية. وكان المتظاهرون في إيران يذكرون اسمه في شعاراتهم باعتباره "سفير إيران الأخضر". أخبر محمد رضا حيدري المذيع النرويجي هيئة الإذاعة النرويجية أن قراره بالاستقالة جاء مرتبطًا بالقمع الذي شهد إطلاق قوات الأمن النار مباشرة على الحشود. قُتل على الأقل ثمانية أشخاص، منهم ابن أخ قائد المعارضة مير حسين موسوي.
قال داوود هرميداس باوند، الباحث والدبلوماسي الإيراني السابق، لـلوس أنجلوس تايمز: "إذا قدم حيدري طلبًا للجوء، فسيشكل انشقاقًا هامًا لإيران – خاصة في وقت يراقب فيه الشعب الإيراني وباقي العالم ظهور شقوق في الحكومة بعد أعمال العنف في الشهر الماضي، وسيكون هذا الانشقاق ضخمًا، كما سيكون سابقة لأنه لم يحدث منذ سنوات الثورة الإيرانية 1979، حين انشق بعض الدبلوماسيين المعينين بعد الثورة وطلبوا اللجوء. وهذه الحالة في النرويج يمكن أن تكون بداية لشيء جديد."

### مقابلة سي إن إن
في الذكرى الحادية والثلاثين لـالثورة الإسلامية في إيران، حذر منشق إيراني رفيع المستوى من أن الوحدة الوطنية في إيران قد تتعرض للخطر إذا كثفت الحكومة حملتها من العنف ضد الجماعات المعارضة. قال محمد رضا حيدري، الموظف السابق بدرجة منخفضة في القسم القنصلي بسفارة إيران في أوسلو، النرويج، خلال مقابلته مع سي إن إن والمذيعة كريستيان أمان بور: "إذا تحرك المسؤولون الإيرانيون نحو العنف، فلن يكونوا قادرين على السيطرة على النظام وربما نتجه نحو مرحلة قد تُعرض وحدة إيران كلها للخطر."
وأضاف أنه يأمل أن تؤدي الإضرابات، والعصيان المدني، والاحتجاجات السلمية في بلاده إلى "كسر ظهر" الحكومة وإجبارها على الاستماع إلى مطالب الشعب. وقال: "الهدف من توصيل الرسالة وجمع الجماعات المختلفة هو بدء استفتاء لإجراء انتخابات حرة في إيران حتى تقف كل هذه المجموعات معًا وتؤسس حكومة ديمقراطية تلبي مطالب جميع الأقليات الدينية والعرقية."
وأخبر حيدري أمانبور أن الانقسامات في إيران تنعكس في سفارتها في أوسلو. قال: "هناك فوضى ... فالجهاز الدبلوماسي وجهاز الاستخبارات منقسمان في سفاراتنا الآن."

### حملة السفارة الخضراء
بعد استقالته، أسس السيد حيدري حملة "السفارة الخضراء". حملة السفارة الخضراء هي منظمة غير حكومية (NGO). استطاع محمد رضا حيدري إقناع الدبلوماسيين الإيرانيين الآخرين وأعضاء الموظفين في وزارة الخارجية في طهران بالانضمام إلى هذه الحملة، وبدلاً من أن يكونوا ممثلين لـ"حكومة انقلاب" كما يسميها، يصبحون، في رأيه، سفراء لأمتهم التي تسعى إلى حقوقها.